# Aladár Pege
Aladár Pege (Boedapest, 8 oktober 1939 – aldaar, 24 september 2006) was een Hongaars jazzcontrabassist.

## Biografie
Pege was aanvankelijk autodidact, maar begon dan op 15-jarige leeftijd met een klassieke opleiding aan het Béla Bartók conservatorium en aan de Franz Liszt-muziekacademie in Boedapest. Eind jaren 1950 speelde hij bij Attila Garay. Al tijdens de jaren 1960 had hij met een eigen trio, naast klassiek, gekozen voor de jazz. In 1970 werd hij tijdens het Montreux Jazz Festival gekozen tot beste solist. In 1973 verhuisde hij naar West-Berlijn om voor sterren als Dexter Gordon, Art Farmer, Benny Bailey, Albert Mangelsdorff, Walter Norris en Leo Wright te werken. Hij speelde in de Mingus Dynasty en was onderweg op de belangrijkste jazzpodia ter wereld met in 1982 o.a. Herbie Hancock in de Carnegie Hall.
Pege onderhield een jazzkwartet met Hongaarse muzikanten als Gyula Csepregi, Zsolt Koloncsák en Tamás Kothencz. Het kwam echter ook tot een samenwerking met Dexter Gordon, Wynton Marsalis, Michał Urbaniak en Tony Williams en tot opnamen met Karl Ratzer, Gábor Szabó, Lee Harper, Charly Antolini, Dorothy Donegan en Attila Zoller. Daarnaast was Pege ook onderweg met klassiek repertoire.
Sinds 1978 doceerde Aladár Pege klassieke contrabas als professor aan de Franz Liszt-muziekacademie in Boedapest. Naar aanleiding van zijn dynamisch buitengewoon vitaal pizzicatospel, de voor de jazz ongewoon levendige boogtechniek en zijn flageolets werd hij ook als de Paganini van de contrabas gekenmerkt. Hij was onomstreden een van de belangrijkste bassisten van Europa en Kossuthprijswinnaar.

## Overlijden
Aladár Pege overleed in september 2006 op bijna 67-jarige leeftijd.
- Bibliothèque nationale de France: cb142146884 (data)
- Gemeinsame Normdatei: 13256663X
- International Standard Name Identifier: 0000 0000 7839 9200
- Library of Congress Control Number: n86090168
- MusicBrainz: 78461772-6c18-4c05-8f8e-24089b9f8ae2
- Virtual International Authority File: 222524
- WorldCat: E39PBJmTtf3DvWCcYfWbg7x4bd